# Matías Chiacchio
Matías Alejandro Chiacchio (Necochea, Argentina; 13 de mayo de 1988) es un futbolista profesional argentino. Se desempeña como centrodelantero.
Formó parte de la lista previa de la Selección de fútbol sub-20 de Argentina dirigida en aquel entonces por Hugo Tocalli, pero no estuvo incluido en la lista definitiva que viajó a Canadá para disputar la Copa del Mundo del año 2007.

## Clubes
| Club                       | País    | Año         |
| -------------------------- | ------- | ----------- |
| Atlético de Madrid         | España  | 2004        |
| Rayo Majadahonda (cedido)  | España  | 2004 – 2005 |
| Calcio Lecco 1912 (cedido) | Italia  | 2005 – 2007 |
| Olympique de Lyon          | Francia | 2007 – 2008 |
| Deportivo Alavés           | España  | 2008 – 2010 |
| SD Noja                    | España  | 2011 – 2011 |